# طبیب پرنده

پزشک پرنده
ایتالو روسی و فرناندا مونته نگرو در پزشک پرنده

طبیب پرنده (به فرانسوی: Le Médecin volant) نمایشنامه ای کمدی از نوع لوده‌گری در یک پرده و شانزده صحنه است که مولیر آن را در سال ۱۶۴۵ نوشته است ولی تاریخ اجرای نمایش به درستی مشخص نیست.  امانوئل لوئی نیکلا ویوله لو-دوک (Emmanuel Louis Nicolas Viollet-le-Duc) برای نخستین بار این نمایشنامه را در سال ۱۸۱۹ کشف و منتشر کرد.

## فهرست شخصیت‌ها
- گورژیبوس، یک اشراف‌زاده پیر، پدر لوسیل
- لوسیل، دختر گارجیبوس و نامزد به ویلبروکن
- گرو-رُنه، خدمتکار گورژیبوس
- سابین، پسر عموی لوسیل، سرچشمه همه فتنه‌های این نمایشنامه است
- والر، عاشق لوسیل
- اسگانارل، قهرمان نمایشنامه، نوکر والر
- یک وکیل

## موضوع
گورژیبوس به هر قیمتی که شده می‌خواهد دخترش لوسیل را به ازدواج با ویلبروکن پیر وادار کند. اما لوسیل عاشق والر است و برای به تأخیر انداختن عروسی، وانمود می‌کند که بیمار است. والر در تلاش برای حل این مشکل به کمک اسگانارل است…

## ترجمه به فارسی
مولیر، طبيب پرنده، مترجم محمدجواد کمالی؛ تهران: نشر قطره، 1397.